# Gunnar Johansson (konstnär)
Nils Gunnar Johansson, född 16 september 1916 i Nederkalix församling i Norrbottens län, död 11 november 1996 i Gudmundrå församling i Västernorrlands län, var en svensk målare och tecknare.

## Biografi
Gunnar Johansson var son till köpmannen Nils Algot Johansson och Ester Sandkvist samt från 1947 gift med småskolläraren Barbro Berglund (1919–2020). Han studerade konst vid Otte Skölds målarskola 1944–1945 samt under studieresor till Norge och Danmark. Separat ställde han bland annat ut på Norrbottens museum 1946 och i Kramfors 1953, tillsammans med Ericson-Olle, Gunnar Hållander och John Hedman ställde han åter ut i Kramfors 1956. Han medverkade i ett flertal samlingsutställningar, bland annat i Caravellens internationella utställning på Den Frie Udstilling i Köpenhamn och med lokala konstföreningar. Hans konst består av stilleben, porträtt, figurer, landskapsskildringar samt fria fantasikompositioner utförda i olja eller pastell. 
Makarna Johansson är begravda på Ytterlännäs kyrkogård.